# Горани
Горани́ (курд. گۆرانی; букв.: «песня») — наиболее архаичный из курдских диалектов, имеющий древнейшую литературу среди курдов. 
Долгое время он служил в роли лингва франка и общего литературного курдского языка.

## Этимология
Название «горан», по-видимому, имеет индоиранское происхождение. Название может быть производным от древнеавестийского слова «гайри», что означает гора. Однако исконное слово для этого диалекта «хаврами» и производные от этого слова наименования. Термин «горани» используется коренными курдами для обозначения всех курдских диалектов южных областей Курдистана, но западные лингвисты часто ошибочно использовали (и до сих пор могут использовать) этот термин для описания хаврами. 
Слово «Хавраман» состоит из двух частей и означает или же «область Ахурамазды», либо «Территория Солнца»:
- Hewra («ahoora» от Ахурамазда) или (от авестийского howr «солнце»)
- Man («дом», «положение»)

## Пример языка
Ниже представлен перевод на горани национального гимна автономного региона Курдистан в Ираке, Рабочей партии Курдистана и бывшей Республики Курдистан со столицей в Мехабаде. 
| Горани Соранский алфавит | Горани Латинизация (хаварский алфавит) | Перевод на русский |
| --- | --- | --- |
| ئەی ڕەقیب ھەر، مەنەن میللەتی کورد زوان نمەماڕۆیچش، جمنەری، چەرخی زەمان کەس نەواچۆ کورد مەردەن، کورد ھەر زیننەن زیننێنەو قەت مەنامیۆرە ئاڵاکێمان | Ey reqîb her, menen mîlletî kurd ziwan Nimemarroyçiş, cimnerî, çerxî zeman Kes newaço kurd merden, kurd her zînnen Zînnênew qet menamyore allakêman | Эй враг, курды живы благодаря своему языку Ее немыслимо уничтожить никаким оружием И пусть не говорят, что курдов больше нет! Курды живут! Курды живут и их флаг никогда не падет!                         |
| ئێمە ڕۆڵێ، میدیاو کەیخوسرەوی دین و ئایینچ،پارێزناش، نیشتمان کەس نەواچۆ کورد مەردەن، کورد ھەر زیننەن زیننێنەو قەت مەنامیۆرە ئاڵاکێمان            | Ême rollê rengê sûrê û şorrişî Bidye çin winallînen, wiyerdeman Kes newaço kurd merden, kurd her zînnen Zînnênew qet menamyore allakêman            | Мы — молодежь, рожденная под алым стягом революции Посмотрите на кровь, которую мы роняли на этом пути И пусть не говорят, что курдов больше нет! Курды живут Курды живут и их флаг никогда не падет!      |
| میللەتو کوردی ھورزاوە سەرو، پای بە ونێش نەخشین کەرۆ تاجەو ژیوای کەس نەواچۆ کورد مەردەن، کورد ھەر زیننەن زیننێنەو قەت مەنامیۆرە ئاڵاکێمان        | Mîlletu kurdî hurzawe seru, pay Be winêş nexşîn kero tacew jîway Kes newaço kurd merden, kurd her zînnen Zînnênew qet menamyore allakêman           | Мы — потомки Мидии и Кей-Хосров (мифология) Наша Родина для нас — наша религия, И пусть не говорят, что курдов больше нет! Курды живут! Курды живут и их флаг никогда не падет!                            |
| ئێمە ڕۆڵێ، میدیاو کەیخوسرەوی دینمان ئایینمان هەر نیشتمان که‌س نه‌ۊشێ کورد مردگه‌، کورد زینگه‌ زینگه‌ هه‌ر ئه‌و شه‌کێ ئاڵاگه‌مان                          | Ême rollê, mîdyaw keyxusrewî Dîn û ayînç, parêznaş, nîştiman Kes newaço kurd merden, kurd her zînnen Zînnênew qet menamyore allakêman               | Молодые курды восстанут подобно львам И пойдут по кровавому пути к победе И пусть не говорят, что курдов больше нет! Курды живут! Курды живут и их флаг никогда не падет!                                  |
| ڕووڵگ کورد هه‌ر حارز و ئاماده‌ێه‌ گیان فه‌داێه‌، گیان فه‌داێه‌، گیان فه‌دا که‌س نه‌ۊشێ کورد مردگه‌، کورد زینگه‌ زینگه‌ هه‌ر ئه‌و شه‌کێ ئاڵاگه‌مان                | Mîlletu kurdî, amadew haziren Gyan fîdan û gyan fîda,her gyan fîda Kes newaço kurd merden,kurd her zînnen Zînnênew qet menamyore allakêman          | И молодежь всегда будет готова принести в жертву жизни Принести в жертву каждую жизнь, жизнь каждого курда! И пусть не говорят, что курдов больше нет! Курды живут Курды живут и их флаг никогда не падет! |

## Лингвогеография
До начала XVIII века горани имел намного более большой ареал, на нём говорили во всем эмирате Ардалан (ныне остан Курдистан и приграничные территории), им также владели курды Бабана, Сорана, Кирманшана и Лурестана (племя лак). Он служил общенародным курдским языком среди курдов, говорящих на разных диалектах. Позже большинство тех, кто говорил на горани, перешли на другие разновидности языка (курманджи и южнокурдский). Случилось это в частности из-за того, что в то время регион переселились племена горге, шейх-исмаили, байлаванд и джафы — носители диалекта сорани, который и пришел на смену горани. 
В настоящее время горани распространён в Южном Курдистане и в Восточном Курдистане, а точнее:
- Мосул и равнины Ниневии;
- Киркук и близлежащие территории;
- Вблиз города Ханакин;
- Вблиз долины Хосар;
- Северная часть остана Керманшах;
- К северу от реки Малый Заб;
- В месте слияния рек Хазир и Большой Заб;
- Халабджа.

### Диалектное членение
| Разновидность | Численность носителей | % от говорящих | Характеристика                                                                     | Территория распространения                                                                   |
| ------------- | --------------------- | -------------- | ---------------------------------------------------------------------------------- | -------------------------------------------------------------------------------------------- |
| Шабаки        | 500 000               | 64.1           | Содержит влияние курманджи, турецкого и персидского                                | - Мосул и равнины Ниневии - Киркук                                                           |
| Аврамани      | 150 000               | 19.2           | Самая архаичная разновидность горани и курдского языка в целом                     | - Горный регион Хавраман                                                                     |
| Баджалани     | 59 000                | 7.6            | Содержит влияние курманджи, турецкого и персидского                                | - Окрестности Мосула - Вблизи Ханакина - Недалеко от долины Хосар                            |
| Кандули       | 43 000                | 5.5            | Содержит влияние сорани                                                            | - Остан Керманшах                                                                            |
| Сарли         | 18 000                | 2.3            | Похож на баджалани и на шабаки Содержит влияние курманджи, турецкого и персидского | - К северу от реки Малый Заб - В месте слияния рек Хазир и Большой Заб - Недалеко от Киркука |
| Шехани        | 10 000                | 1.3            | Содержит влияние сорани                                                            | - Халабджа                                                                                   |
| Всего         | 780 000               | 100            | Самый архаичный курдский диалект, находящийся под угрозой исчезновения             | Южный Курдистан и Восточный Курдистан                                                        |

#### Диалектное сравнение
| Русский язык     | Хаврамани         | Баджалани  | Шабаки |
| ---------------- | ----------------- | ---------- | ------ |
| Язык             | Ziwan             | -          | Ziwan  |
| Глаз             | Сem               | -          | Çam    |
| Я (местоимение)  | Amin, Min         | Min, Emin  | Emin   |
| Ты (местоимение) | To, Etû, Tû       | Ti, To     | -      |
| Я делаю          | Amin / Min mekerû | Min mekere | -      |
| Я иду            | Min milû          | Min melû   | -      |
| Много            | Zor / fira        | Fire       | -      |
| Сказал           | Wat / vat         | Wet        | -      |
| Сейчас           | Îse               | Êste       | -      |
| Пришёл           | Ame               | Ame        | -      |
| Голос            | Deng              | Deng       | -      |
| Большой          | Gore              | Gewre      | -      |
| Ветер            | Va / Wa           | Va         | -      |
| Дождь            | Baran             | Baran      | -      |
| Плохой           | Xirab             | Xirab      | -      |

| Литературный русский язык | Курманджи       | Сорани   | Башури | Зазаки  | Горани            |
| ------------------------- | --------------- | -------- | ------ | ------- | ----------------- |
| Я (местоимение)           | Ez, min         | Min      | Mi     | Ez      | Amin, Min         |
| Ты (местоимение)          | Tu, te          | To       | Ti     | Ti, To  | To, Etû, Tû       |
| Я делаю                   | Ez dikim        | Min ekem | Mi kem | Ez kenu | Amin / Min mekerû |
| Я иду                     | Ez diçim        | Min eçim | Mi çim | Ez şonu | Min milû          |
| Много                     | Pir, Gelek, Zaf | Zor      | Frash  | Zaf     | Zor / fira        |
| Сказал                    | Got             | Wut      | Wet    | Vat     | Wat / vat         |
| Сейчас                    | Nika            | Esta     | Îrênge | Nika    | Îse               |
| Пришёл                    | Hat             | Hat      | Hat    | Ame     | Ame               |
| Голос                     | Deng            | Deng     | Hena   | Veng    | Deng              |
| Большой                   | Gir, Mezin      | Gawra    | Kel´n  | Pîl     | Gore              |
| Ветер                     | Ba              | Ba       | Wa     | Va      | Va / Wa           |
| Дождь                     | Baran           | Baran    | Waran  | Varan   | Baran             |
| Плохой                    | Xirab           | Xrap     | Gen    | Xirab   | Xirab             |

## История
Родиной горани является Шахрезур (центральная часть Курдистана). Самый ранний письменный памятник на нём относится к VII веку н. э., так называемый Сулейманийский пергамент, написанный на куске оленьей шкуры шрифтом пехлеви. Он относится к старокурдскому периоду. Он описывает вторжение арабов на курдскую землю и разрушение ими святынь зороастризма:
| Транскрипция оригинала | Перевод на русский |
| --- | --- |
| Hurmōzan riman, atiran kujandu Wīšan šardiwā gāwrāī gāwrākan Zor kar ārāb kirine xapur Ginaiy pālā īy hātā Šarāzur Jin u kānikiyan wā dīl bāšīna Mārd āzā tilī wā ruy hwēna Rāwišt Zārdāštire manu bī kās Bāzāīka nīka Hurmōz wā huiç kās | Храмы разрушены, костры погашены Величайшие из великих спрятались Жестокие арабы уничтожили В деревнях бедняков до Шарезура Они порабощали девушек и женщин Храбрые мужчины ныряли в их кровь На пути зороастризма остался один Ахурамазда, никого не жалевший |

Горани был официальным языком Ардаланского ханства, существовавшего с XII по XIX века. В Высокое Средневековье из места проживания гораноговорящих ушли два племени: думбули, заза (из района между Сулейманией и Эрбилем; переселились на север) и конфедерация шабаков (из западного Ирана; переселились в окрестности Мосула).
В начале XVII века князья курдской династии заключают соглашения с персидским шахом и курдские князья получают определённую автономию. Мир и стабильность позволяют развиваться городам в регионе, в которых писатели и поэты могут выражать себя. Горани становится языком двора, а затем и общим литературным курдским языком в Южном Курдистане, который включал княжества Бабан (Сулеймания и Киркук) и Соран (Равандуз, Эрбиль, Дахук). Южные курды, для которых родным был южнокурдский и лаки, также часто писали на горани свои поэмы.
Среди всех поэтов, писавших на горани, можно в качестве примеров выделить:
- Мистефа Бесарани (1642—1701) — курдский суфий и поэт;
- Меле Перишан (1356—1431) — поэт;
- Юсуф Яска (1592—1636) — поэт;
- Мастура Ардалан (1805—1848) — поэтесса, историк и писательница;
- Мела Сейди Тавегози (1806—1882) — поэт;
- Хана Кубади (1700—1759) — поэт.

В 1740 году Хана Кабади написал Şîrîn û Xesrew. Несмотря на то, что он был мастером фарси и персидской литературы, он выступал за использование курдского языка, как указано в одном из его стихотворений:
| Перевод на русский | Оригинал на горани | Перевод на курманджи |
| --- | --- | --- |
| Хотя говорят, что персидский сладок как сахар, Но, по-моему, курдский даже слаще сахара Очевидно, что в этом коварном мире Каждый счастлив с собственным прекрасным родным языком | Herçen mewaçan: Farsî şekeren Kurdî ce şeker bell şîrînteren Yeqînen ce dewr dunyay pirr endêş Herkes dillşaden we ziwan wêş | Her çiqas dibêjin: farisî şekir e Kurdî ji şekir jî şîrîntir e Diyar e li vê dinyaya xayîn Her kes bi zimanê xwe kêfxweş e |

Горанская литература сильно повлияла на курдскую культуру, сделав вклад в поэзию курдского народа. С XVIII века началось постепенное снижение горани как литературного курдского языка и на его смену пришёл литературный сорани. Сейчас он и является самой популярной разновидностью курдского языка в письменной форме, опережая даже курманджи, который является самым популярным лишь в устной форме.

## Морфология

### Местоимения
| Лицо     | Единственное число | Множественное число |
| -------- | ------------------ | ------------------- |
| 1-е лицо | Min                | Ema                 |
| 2-е лицо | To                 | Şima                |
| 3-е лицо | Ew                 | Ade                 |

### Существительные
Существительные в горани имеют мужской или женский род и стоят в одном из двух падежей — именительном или косвенном.

#### Склонения
Существительные имеют три склонения.
- Первое склонение, окончание согласного мужского рода; окончание короткого безударного гласного женского рода:

1. Мужской род: Kur («мальчик»)
2. Женский род: Xá'tuna («королева»)

- Второе склонение, ударный краткий гласный в мужском роде; окончание на «-e» в женском:

1. Мужской род: Yá'na («дом»)
2. Женский род: Ná'mé («имя»)

- Третье склонение, ударное окончание с долгим -a:

1. Мужской род: Piá (мужчина)
2. Женский род: Da’gá (деревня)

### Числительные
| Русский язык | Горани | Русский  | Горани |
| ------------ | ------ | -------- | ------ |
| ноль         | sfr    | шесть    | şeş    |
| один         | yiwe   | семь     | howt   |
| два          | dude   | восемь   | heyşt  |
| три          | hrî    | девять   | now    |
| четыре       | çаr    | десять   | des    |
| пять         | рanj   | двадцать | wîst   |